# Provinz Tocache
Die Provinz Tocache ist eine von zehn Provinzen der Region San Martín in Nord-Peru. Sie hat eine Fläche von 5866 km². Beim Zensus 2017 wurden in der Provinz 75.664 Einwohner gezählt. Im Jahr 1993 lag die Einwohnerzahl bei 70.523, im Jahr 2007 bei 72.346. Die Provinzverwaltung befindet sich in der Stadt Tocache.

## Geographische Lage
Die Provinz Tocache liegt im Südwesten der Region San Martín. Sie erstreckt sich entlang einem etwa 140 km langen Abschnitt des unteren Río Huallaga. Sie umfasst einen Teil der Ostflanke der peruanischen Zentralkordillere. Das Einzugsgebiet des Río Tocache, linker Nebenfluss des Río Huallaga, liegt vollständig innerhalb des Provinzgebietes.
Die Provinz Tocache grenzt im Norden an die Provinz Mariscal Cáceres, im Nordosten an die Provinz Bellavista, im Süden an die Provinzen Leoncio Prado und Marañón (beide in der Region Huánuco) sowie im Westen an die Pataz (Region La Libertad).

## Verwaltungsgliederung
Die Provinz Tocache ist in fünf Distrikte unterteilt. Der Distrikt Tocache ist Sitz der Provinzverwaltung.
| Distrikt       | Verwaltungssitz |
| -------------- | --------------- |
| Nuevo Progreso | Nuevo Progreso  |
| Pólvora        | Pólvora         |
| Shunte         | Monte Cristo    |
| Tocache        | Tocache         |
| Uchiza         | Uchiza          |

## Wirtschaft
In der Provinz baut die Firma Palmas del Espino S.A. großflächig Ölpalmen an.